# مرغزار (شیروان)
مرغزار روستایی در دهستان حومه بخش مرکزی شهرستان شیروان استان خراسان شمالی ایران است.
دهیار روستا آقای حسینعلی حیدرپور یکی از قدیمی ترین دهیاران بخش مرکزی،ایشان در خانواده ای کاملا سیاسی بدنیا آمده اند، که پدر و برادرش ایشان هر دو بطور مداوم عضو شورای اسلامی روستا بودند، و در کنار این عزیزان آقای سهرابی دیگر عضو شورای اسلامی روستا،بعنوان رییس شورا مشغول به فعالیت بودند.
درحال حاضر جانباز سرافراز آقای پهلوان قربان محمدی ریاست شورای اسلامی روستا را برعهده دارند.‌
آقای حسینعلی حیدرپور یکی از دهیاران توانمند ، که همیشه پیگیر مشکلات روستا ازجمله طرح هادی و نانوایی روستا میباشند، که در این زمینه پیگیری های خوبی صورت گرفته است....

## جمعیت
بر پایه سرشماری عمومی نفوس و مسکن در سال ۱۳۹۵ جمعیت این مکان ۱۷۸ نفر (۵۳خانوار) بوده‌است.